# Wiay (Hèbrides Exteriors)
Wiay (en gaèlic escocès: Bhuia o Fuidheigh) és una illa deshabitada, localitzada en l'arxipèlag de les Hèbrides Exteriors, a Escòcia.
Està situada al sud-est de l'illa de Benbecula i ocupa una superfície d'aproximadament 375 hectàrees i una alçada màxima de 102 msnm al cim del Beinn a' Tuath.
L'illa albergava una població de 6 habitants l'any 1861, però actualment es troba deshabitada des de 1901.
L'illa va ser posada a la venda l'any 2013 a un preu de 500.000£.